# Bahna, Bacău
Bahna (în maghiară Bahána sau Völcsök) este un sat în comuna Pârgărești din județul Bacău, Moldova, România. La recensământul din 2002 avea o populație de 630 locuitori.